# Heterophragma
Heterophragma, biljni rod iz porodice katalpovki smješten u tribus paleotropske klade . Sastoji se od dvije vrste drveća raširenog od Indije do Indokine . Tipična je vrsta Heterophragma quadriloculare (Roxb.) K.Schum.. 

## Vrste
1. Heterophragma quadriloculare (Roxb.) K.Schum.
2. Heterophragma sulfureum Kurz

Nekoliko vrsta isključeno je iz ovog roda, to su:
- Heterophragma adenophyllum (Wall. ex G.Don) Seem. = Fernandoa adenophylla
- Heterophragma chelonoides (L.f.) Dalzell & A.Gibson = Stereospermum chelonoides
- Heterophragma longipes Baker = Fernandoa magnifica
- Heterophragma macrolobum Backer ex K.Heyne = Fernandoa macroloba